# Simple Science
Se trata un Ep de la banda Kansas City, Misuri "The Get Up Kids". Es primer lanzamiento oficial de la banda tras la separación en el 2005. El EP fue lanzado 13 de abril de 2010 en vinilo y 27 de abril de 2010 en disco compacto. Fue lanzado por el sello discográfico Flyover Records y no por Vagrant Records .

## Lanzamiento
La edición en vinilo del lanzamiento fue limitado a 2.000 copias numeradas a mano, publicado en cuatro variedades diferentes de 500 pulsaciones cada uno: 180 gramos de vinilo negro, vinilo mármol verde, mármol rosa de vinilo (exclusivo para Hot Topic) y el bebé de vinilo azul (exclusivo para Vinyl Collective)
La versión de disco compacto fue lanzado el 27 de abril de 2010 y limitada a 10.000 copias numeradas a mano. La versión de descarga digital del álbum estará disponible exclusivamente a través de iTunes.

## Lista de canciones
Todas las canciones escritas y compuestas por The Get Up Kids. 
| Simple Science EP |                            |          |  |
| N.º               | Título                     | Duración |  |
| 1.                | «Your Petty Pretty Things» | 3:28     |  |
| 2.                | «Keith Case»               | 4:05     |  |
| 3.                | «Tommy Gentle»             | 2:31     |  |
| 4.                | «How You're Bound»         | 6:02     |  |

## Personal
- James Dewees - Teclado, voz
- Robert Pope - Bajo
- Ryan Pope - Batería
- Matt Pryor - Guitarra, voz
- Jim Suptic - Guitarra, voz
- Ed Rose - Producción